# Иван Апостоловски
Иван Димитров Апостоловски е български просветен деец от Македония.

## Биография
Роден е около 1853 година в костурското село Вишени, тогава в Османската империя. Брат е на просветния деец Георги Апостоловски. Заедно с Христо Захариев открива първото българско училище в солунското село Киречкьой през лятото на 1874 година. След оклеветяването им от местните гъркомани пред солунския владика Йоаким, училището е закрито, а двамата учители са арестувани. След ареста Апостоловски открива училището наново, но учителства само десетина дни и е хвърлен в солунския затвор. След освобождението му от затвора заминава за Цариград. През май 1875 година с подкрепата на екзарх Антим I става учител в Лозенград, където учителства десет месеца. През 1876 година за кратко е учител в село Дерекьой, Лозенградско. По подозрение в революционна дейност е задържан в затвора в градчето Бунархисар, след което е преместен в одринския затвор „Ишил капи“. По-късно след амнистия е освободен и отново учителства в Лозенград. През октомври 1877 година отново попада в затвора. Освободен е под гаранция, но през ноември същата година е арестуван и изправен пред военно-полеви съд в Одрин. Осъден е на заточение в Дамаск. По време на заточението получава морална и материална подкрепа от д-р Георги Вълкович. След края на Руско-турската война в началото на 1878 година е освободен.
След Освобождението на България преподава във Варна.